# Tina Mauko
Tina Mauko, slovenska skladateljica in pianistka, * 30. januar 1982, Murska Sobota.

## Življenjepis
Leta 2004 je diplomirala iz  klavirja na Akademiji za glasbo v Ljubljani pri doc. Tomažu Petraču.  
Leta 2011 je diplomirala iz kompozicije na isti Akademiji, pri profesorju Janiju Golobu. 
Marca 2008 je bila izvedena njena "Judovska rapsodija", ki je bila posneta za 3. nacionalni radijski program Ars. 
Oktobra 2008 je njen Glasbeni teater izvedel 3 dnevno pravljico- "Čarobni vžig", ki je napolnila dvorane Cankarjevega doma,  Mestnega muzeja Ljubljana in Križank.
Kot finale trodnevnega ciklusa, je 25. oktobra 2008 v Slovenski Filharmoniji izvedla večer lastnih skladb, kjer jo je podprlo 24 priznanih slovenskih glasbenikov.
V aprilu 2009 je na Zagrebškem glasbenem bienalu moderne glasbe, ansambel MD7 izvedel njeno noviteto- "Sence", in ponovno v  juliju na festivalu Ljubljana.
Med opaznejša dela spada tudi komorna opera- Železna gora, ki je bila posneta za RTV- SLO1, akademski koncert tolkalistov v Veliki dvorani Slovenske filharmonije in Capricco za Ano (za klavir) izvedena v isti dvorani filharmonije. 
Izpostaviti velja še koncert francoskega pianista  Francoisa Weigela (takrat član žirije na tekmovanju Chopinov Zlati prstan) oktobra 2009, kjer je izvedel njen Valček op.1, ki je bil obvezna skladba za tekmovalce na omenjenem tekmovanju. 
Ustvarila je tudi glasbo za film »Darilo«, režiserja Borisa Bezića. 
Leta 2009 je prejela Študentsko Prešernovo nagrado.
14. in 15. aprila 2011 so bili v Linhartovi dvorani Cankarjevega doma izvedeni "Baletni stihi", ki jih je Tina poklonila baletnemu oddelku Konservatorija za glasbo in balet Ljubljana.
19. aprila 2011 se je v Gallusovi dvorani Cankarjevega doma odvila krstna izvedba njenega najnovejšega dela - "Anna Ahmatova", za sopran in veliki simfonični orkester.{{brez sklicev}}